# Matahaka
La rivière Matahaka  (anglais : Matahaka River) est un cours d’eau du district de Whakatane dans la région de la baie de l'Abondance de l’île du Nord de la Nouvelle-Zélande. C’est un affluent du fleuve Nukuhou, qu’elle rencontre à 15 km au sud-ouest d'Opotiki.